# Bolek i Lolek (film)
Bolek i Lolek – polski film obyczajowy z 1936 roku.

## Zarys fabuły
Bolek, ubogi czeladnik ślusarski, wdaje się w bójkę z chuliganami, stając w obronie koleżanki. Uciekając przed policją, trafia na przyjęcie, gdzie zgromadzeni goście ze względu na podobieństwo imion biorą go za Lolka – syna bogatego przedsiębiorcy. Bolek nie wyprowadza ich z błędu. Wkrótce zaprzyjaźnia się z córką amerykańskiego przemysłowca, który robi interesy z ojcem Lolka.

## Obsada
- Adolf Dymsza (dwie role: Lolo Charkiewicz, Bolek Cybuch)
- Antoni Fertner (mister Brown)
- Janina Wilczówna (Krysia, córka Browna)
- Alina Żeliska (pokojówka Krysi, Marysia)
- Michał Znicz (profesor śpiewu Morini)
- Władysław Grabowski (Jan, lokaj Lola)
- Andrzej Bogucki (kolega Lola)
- Feliks Chmurkowski (ojciec Lola)
- Maria Chmurkowska (ciotka Lola)
- Janina Janecka (majstrowa)
- Jerzy Kobusz (Janek)
- Zdzisław Karczewski (Franek)